# (733) Mocia
(733) Mocia ist ein Asteroid des Hauptgürtels, der am 16. September 1912 vom deutschen Astronomen Max Wolf in Heidelberg entdeckt wurde. 
Der Name des Asteroiden ist abgeleitet von Mok, dem Spitznamen des Sohnes des Entdeckers, Werner Wolf.